# 涌尾 (香港仔)

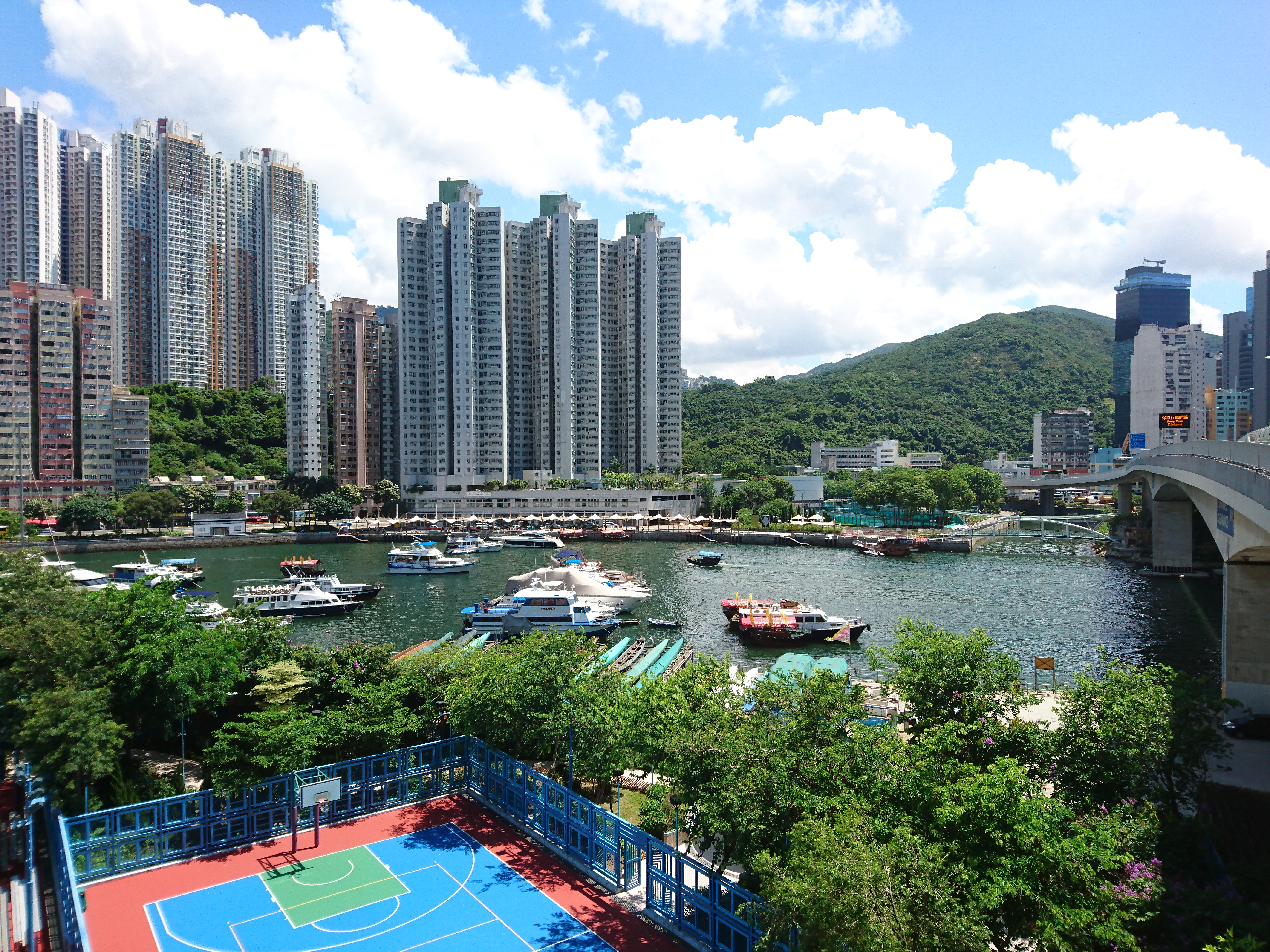
遠景為2010年代的涌尾西部

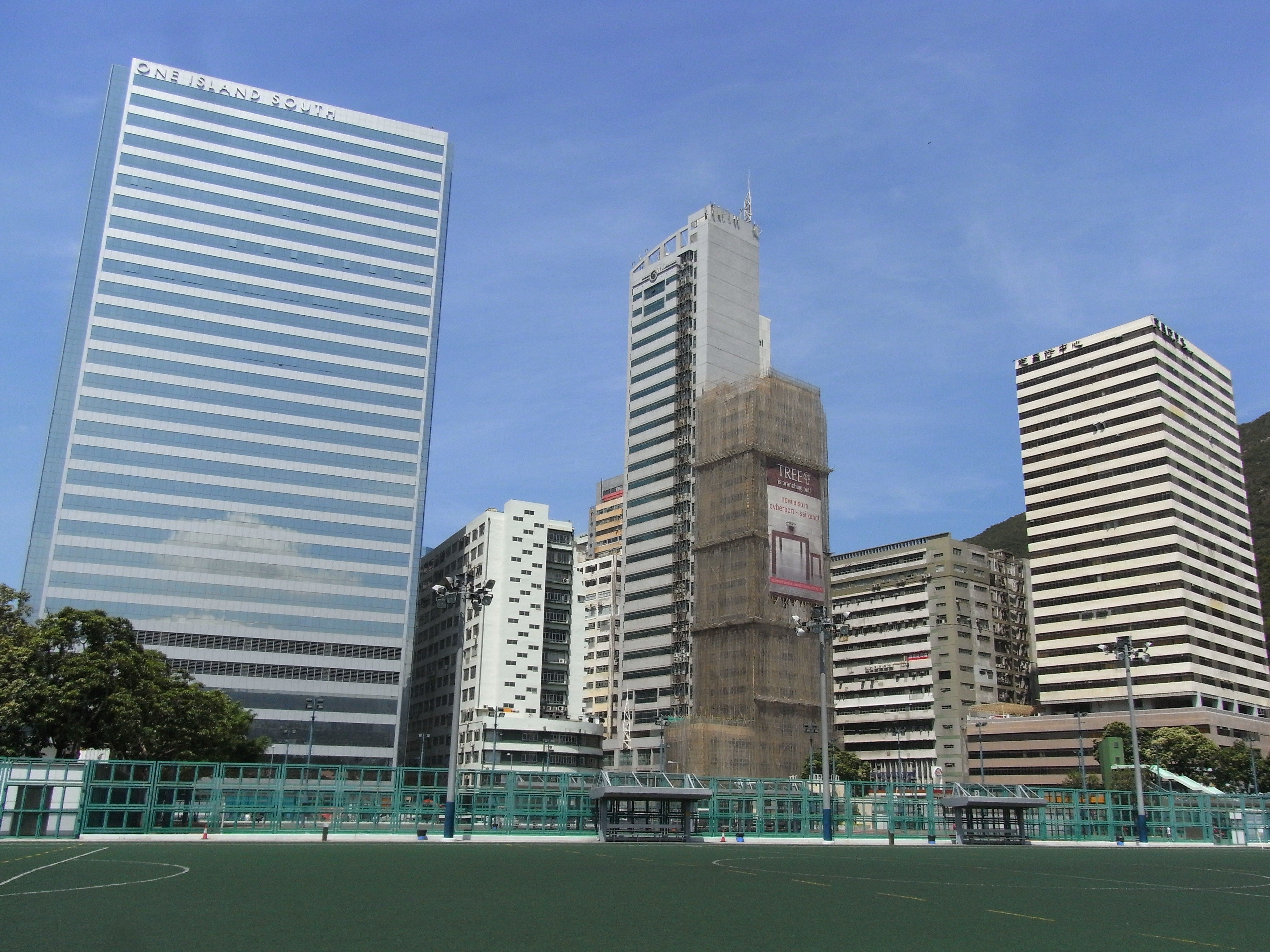
黃竹坑涌尾工業區

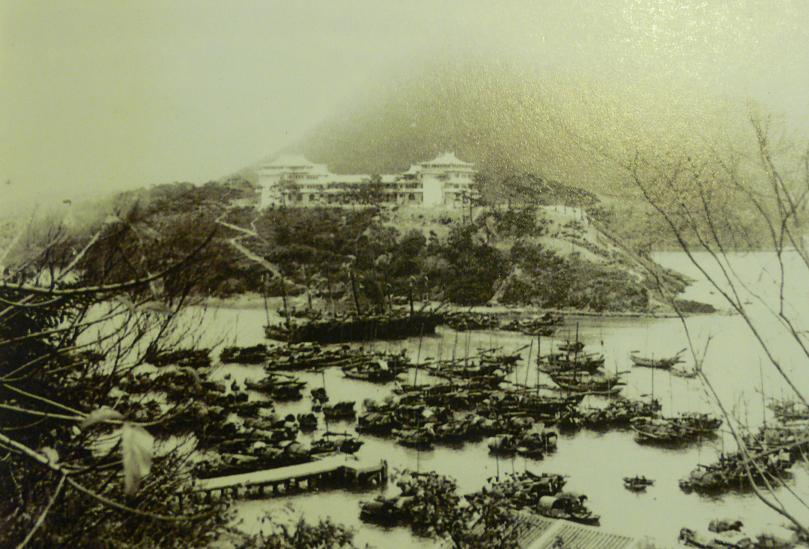
1930年代的涌尾，遠景為華南總修院

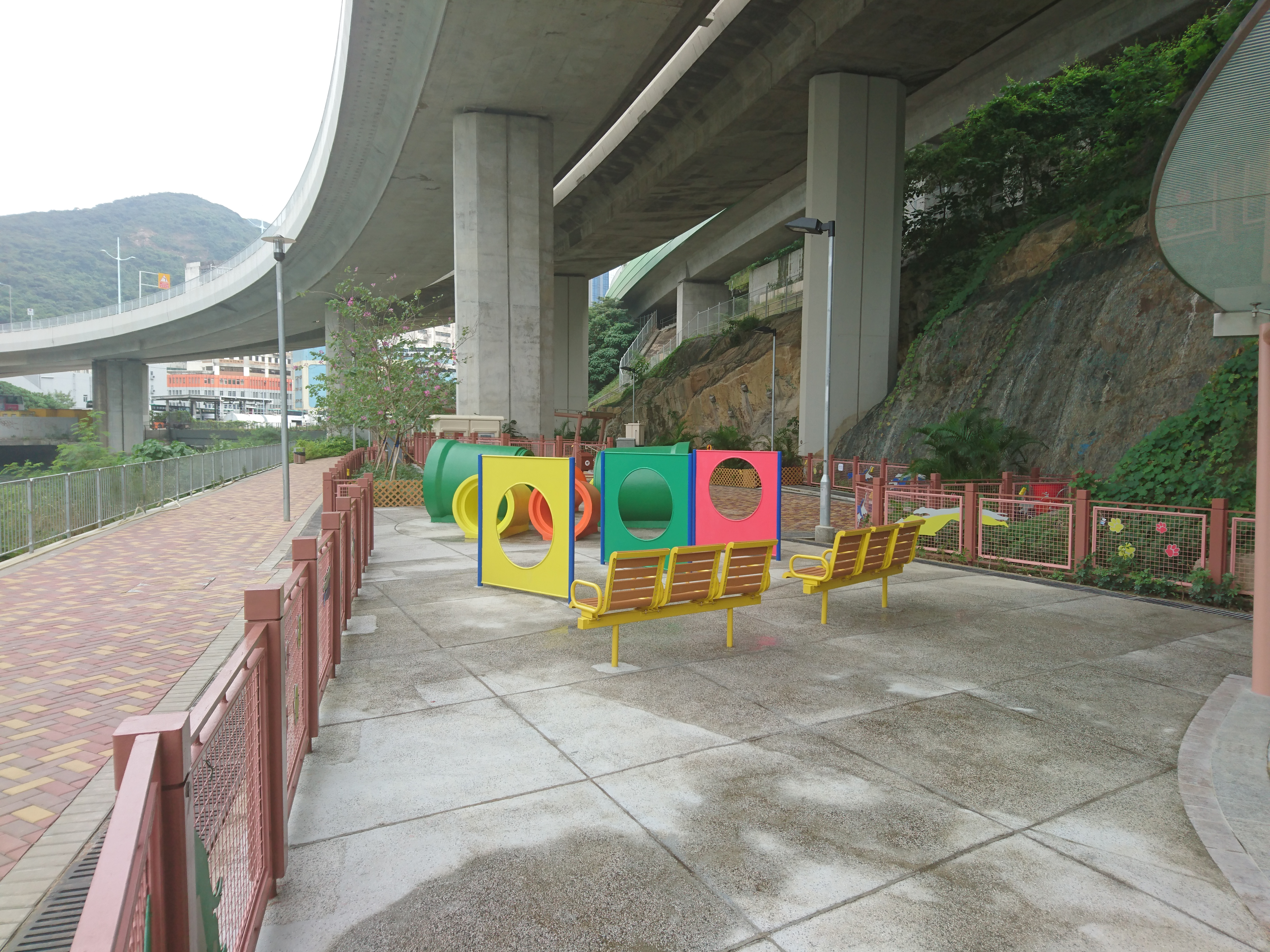
黃竹坑涌尾寵物公園

涌尾，又名士丹頓灣（Staunton Creek），是香港香港島南部香港仔與黃竹坑之間的一個地方，主要是一個住宅區及輕工業集中地，並有少量商業大廈和酒店。範圍包括香港仔工業學校、南朗山道以西及黃竹坑道以南的工業區、香港仔警署、香港仔網球及壁球中心及逸港居。
涌尾所指的涌，便是指今日的黃竹坑，當時明渠還是一條河流，出海口則位於南朗山道及黃竹坑道交界以西附近，退潮時奇臭無比，因為水域有來自香港仔避風塘水上人家的糞便。早於1816年有英國艦隊途經香港補給，第三欽差大臣士丹頓（George Thomas Staunton）途經該處，便將河流連同其出海口的泥灘以自己的名字，命名為Staunton Creek（士丹頓灣）。
涌尾於昔日該處尚為海面之時，有大量漁船在該處停泊。1960年初春，涌尾河口一帶的艇戶發生一場大火，密集的船艇令消防部隊束手無策。火災後香港政府南朗山北面山腰興建了政府廉租屋黃竹坑邨，其內灣也被填平發展工業大廈，使涌尾曾一度成為香港的其中一個主要輕工業區。
約1967年，香港政府決定在該處填海，所有未遷出艇戶因而於1966年11月至1968年間，逐步遷入鄰近的石排灣邨。新香港仔警署率先在1969年落成，其餘土地也於1970年代至1980年代初陸續填平；而鴨脷洲大橋於1977年動工，1980年落成，東面用地主要用作興建工廠大廈之用，而西面則興建臨時房屋區。1983年7月14日，臨時房屋區旁之木屋發生大火，600多間木屋被焚毀，900多人無家可歸。臨時房屋區於1991-92年拆卸後，於1999年香港仔網球及壁球中心及居屋逸港居落成，南區區議會會議廳及辦公室同時由香港仔中心遷至逸港居。
但隨著1990年代大部份紛紛遷移至中國大陸，製造業「日落西山」，加上現時香港政府銳意將香港仔及其週邊地區發展成為一個旅遊區，黃竹坑將會轉型成三四星級酒店為主的酒店區，部份工廠大廈會改建成酒店。
2016年，近明渠出口一帶新建的寵物公園獲命名為「黃竹坑涌尾寵物公園」，令「涌尾」這個地名得以重見天日。

## 著名地點

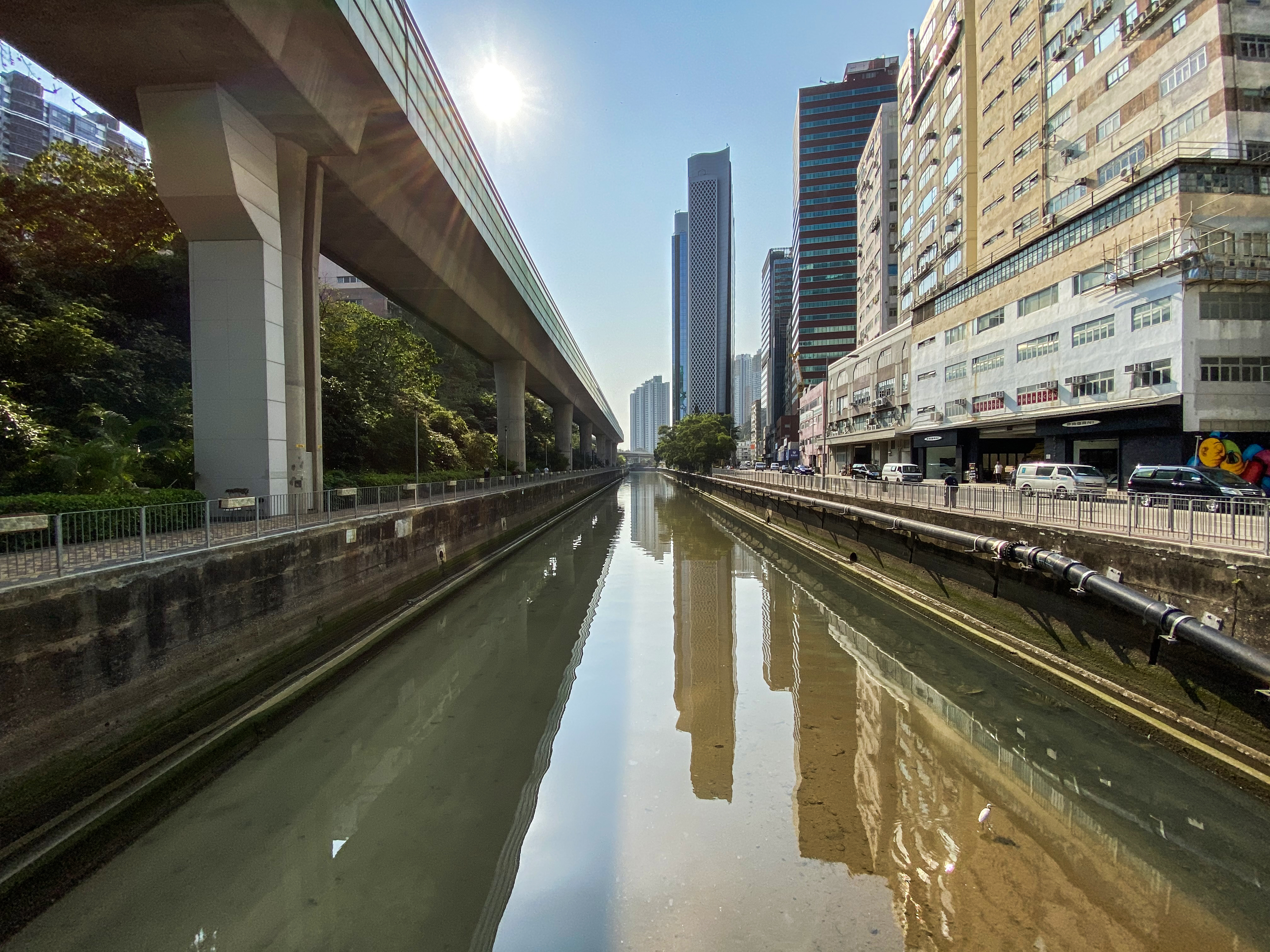
黃竹坑涌尾明渠

### 香港仔工業學校
1935年建校的香港仔工業學校校舍是香港三級歷史建築

## 商廈
- One Island South（由會德豐發展，已拆售）
- 環匯廣場（由恆基兆業及協成行發展，已拆售）
- w50（由新鴻基地產發展，已拆售）
- 香葉道41號（長實發展，現由梁安琪持有）
- 南匯廣場A及B座
- 甄沾記大廈

## 交通

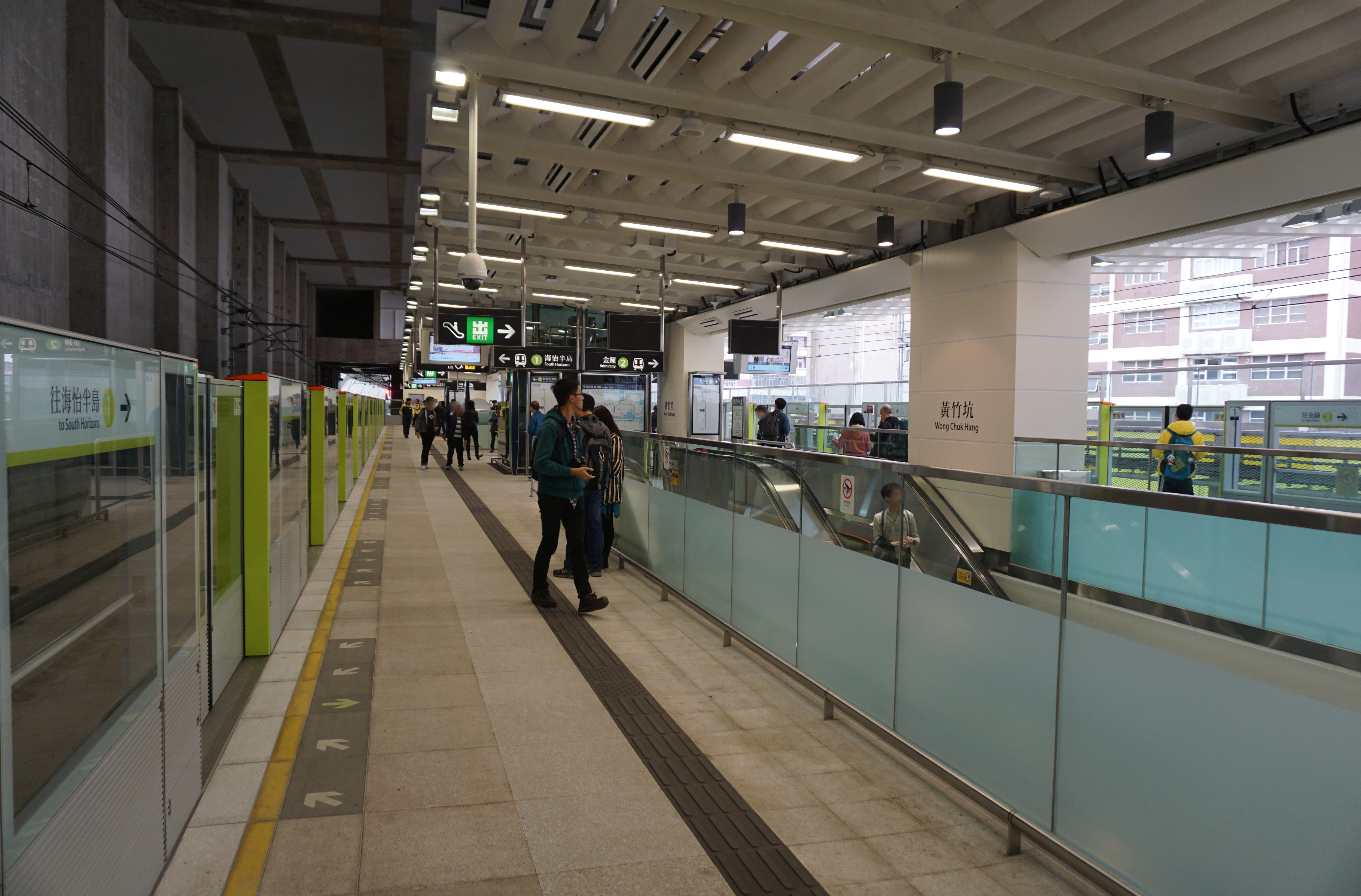
港鐵黃竹坑站

## 酒店
- 如心南灣海景酒店
- OVOLO HOTELS
- The Arca

## 區議會議席分佈
為方便比較，以下列表以鴨脷洲大橋、香港仔工業學校起向東至警校道以西為範圍。
| 年度/範圍                                | 2000-2003  | 2004-2007  | 2008-2011  | 2012-2015  | 2016-2019  | 2020-2023  |
| ---------------------------------------- | ---------- | ---------- | ---------- | ---------- | ---------- | ---------- |
| 南朗山道、警校道、香葉道明渠所包圍的範圍 | 黃竹坑選區 | 黃竹坑選區 | 黃竹坑選區 | 黃竹坑選區 | 黃竹坑選區 | 黃竹坑選區 |

註：以上主要範圍尚有其他細微調整（包括編號），請參閱有關區議會選舉選區分界地圖及條目。

## 外部連結
- 1977年涌尾的艇戶 （页面存档备份，存于）